# Пуршвиц
Пу́ршвиц или По́ршицы (нем. Purschwitz; в.-луж. Poršicyо файле) — деревня в Верхней Лужице, Германия. Входит в состав коммуны Кубшюц района Баутцен в земле Саксония. Подчиняется административному округу Дрезден.

## География
Самый северный населённый пункт в коммуне Кубшюц. Располагается примерно в семи километрах северо-восточнее Баутцена и в четырёх километрах севернее административного центра коммуны. На юге от деревни находится аэропорт Flugplatz Bautzen (ICAO-Code EDAB), называемый в просторечии «Литтен».
Соседние населённые пункты: на севере — деревня Будышинк коммуны Мальшвиц, на востоке — деревня Сканецы коммуны Мальшвиц и на западе — деревни Летонь и Кракецы.

## История
Впервые упоминается в 1222 году под наименованием Porsiz.
С 1934 по 1979 года деревня входила в состав коммуны Литтен, с 1979 по 1994 года в коммуну Креквиц. С 1994 года входит в современную коммуну Кубшюц. В 1952 году от деревни отделилась часть под названием Нойпуршвиц, которая стала самостоятельным населённым пунктом.
В настоящее время деревня входит в состав культурно-территориальной автономии «Лужицкая поселенческая область», на территории которой действуют законодательные акты земель Саксонии и Бранденбурга, содействующие сохранению лужицких языков и культуры лужичан.
Исторические немецкие наименования.
- Porsiz, 1222
- Nycolaus, Albertus, Bransislaus de Borsicz, Borsiz, 1242
- Porsicz, 1242
- Porschicz, 1364
- Purschiz, Puͦrschicz, 1412
- Porsitz, 1419
- Porschitcz, 1503
- Purschwitz, 1565
- Purschwitz mit Neupurschwitz, 1908

## Население
Официальным языком в населённом пункте, помимо немецкого, является также верхнелужицкий язык.
Согласно статистическому сочинению «Dodawki k statisticy a etnografiji łužickich Serbow» Арношта Муки в 1884 году в деревне проживало 498 человек (из них — 473 серболужичанина (95 %)).
Лужицкий демограф Арношт Черник в своём сочинении «Die Entwicklung der sorbischen Bevölkerung» указывает, что в 1956 году при общей численности в 709 человек серболужицкое население деревни составляло 52 % (из них верхнелужицким языком владело 265 взрослых и 104 несовершеннолетних).
| 1834 | 1871 | 1890 | 1910 | 1925 | 1939 | 1946 | 1950 | 1964 | 1990 |
| ---- | ---- | ---- | ---- | ---- | ---- | ---- | ---- | ---- | ---- |
| 414  | 487  | 478  | 447  | 454  | 568  | 640  | 857  | 600  | 725  |

## Достопримечательности
Памятники культуры и истории земли Саксония
- Памятник павшим в Первой мировой войне, 1918 год (№ 09252179)
- Здание бывшей усадьбы с парком, Purschwitz 3, 4, 5a, 5b, 5c, 6, 7, 8, 9, вторая половина 18 века (№ 09300639)
- Господский дом, Purschwitz 3, 1850 год (№ 09251955)
- Хозяйственные постройки, Purschwitz 8, 1800 год (№ 09251955)
- Хозяйственные постройки, Purschwitz 8, 1800 год (№ 09251955)
- Кладбище около храма, Purschwitz 10, 1590 год (№ 09252165)
- Лютеранский храм, Purschwitz 10, 1584 год (№ 09251951)
- Лютеранский храм, Purschwitz 10, 1584 год (№ 09251951)
- Бывшая церковная школа с угловым жилым зданием, Purschwitz 11, 1826 год (№ 09251952)
- Жилой дом с хозяйственными постройками, Purschwitz 12, 1813 год (№ 09251956)
- Жилой дом с хозяйственными постройками, Purschwitz 31, 1820 год (№ 09252177)
- Жилой дом с хозяйственными постройками, Purschwitz 36, 1813 год (№ 09252175)
- Жилой дом с хозяйственными постройками, Purschwitz 39, 39a, 1817 год (№ 09252174)
- Жилой дом с хозяйственными постройками, Purschwitz 40, 1820 год (№ 09252173)
- Жилой дом, Purschwitz 47, первая половина 18 века (№ 09251957)
- Гранитные двери, Purschwitz 55, 1820 год (№ 09252171)
- Дом пастора, Purschwitz 84, 18 век (№ 09251950)

Галерея

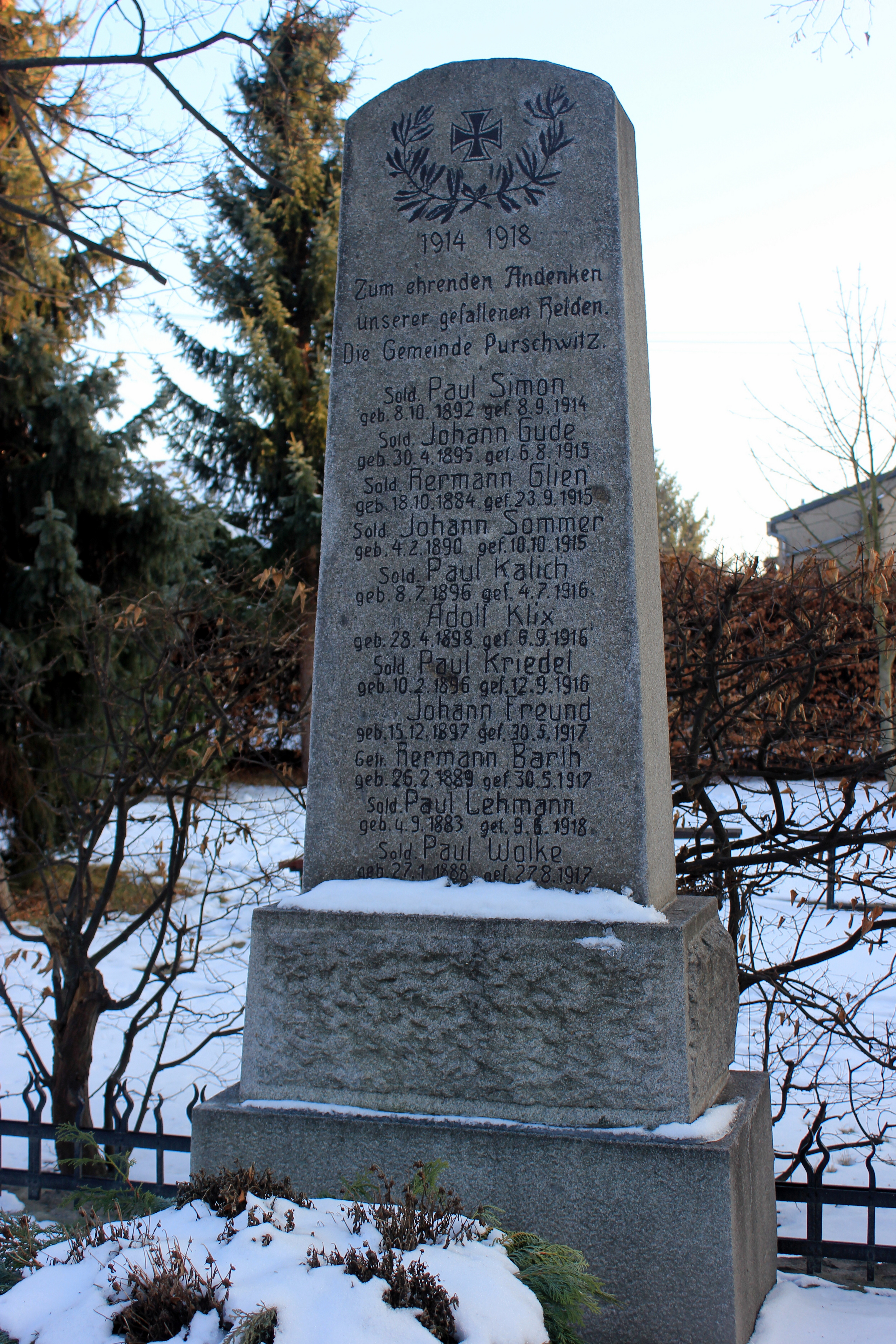
Памятник павшим в Первой мировой войне
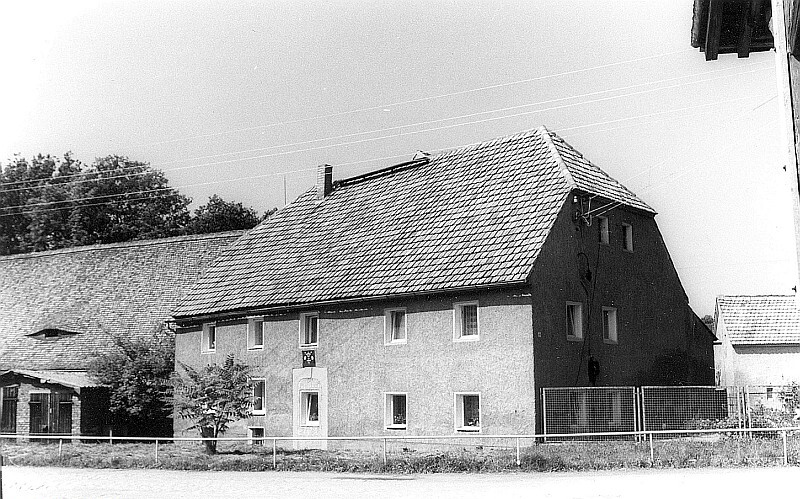
Бывшая усадьба
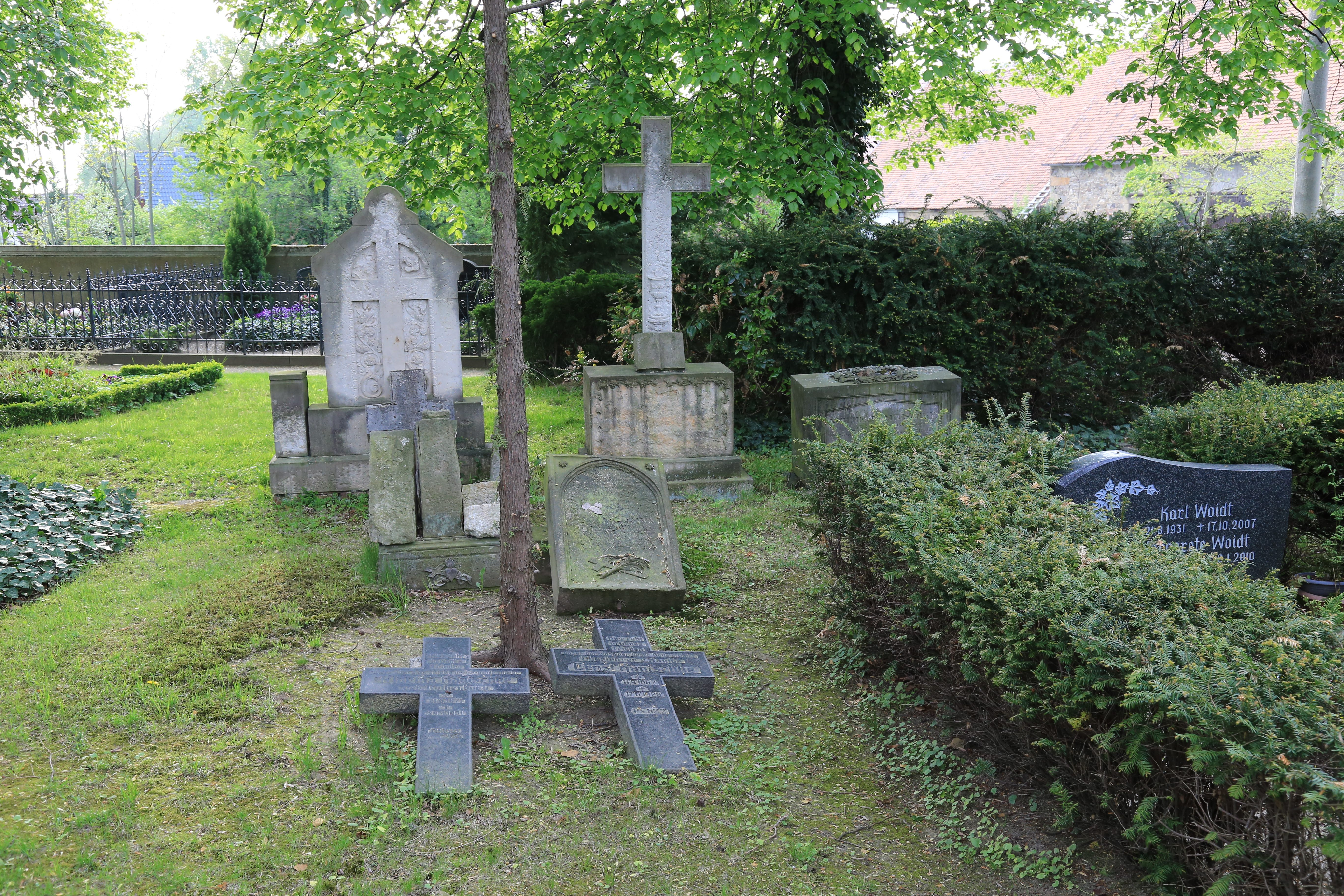
Кладбище

## Известные жители и уроженцы
- Рудольф Енч (1903—1979) — серболужицкий историк литературы, лингвист и культурный деятель.
- Грегор Мартини (род. 1927) — лютеранский священнослужитель, лужицкий писатель
- Гендрих Август Кригар (1804—1858) — лютеранский священнослужитель, лужицкий поэт и лингвист.
- Шленкар, Хриша (1674—1728) — лютеранский священнослужитель, лужицкий писатель
- Эрнст Теодор Штёкгардт (1816—1898) — германский агроном, учёный в области сельского хозяйства, педагог и издатель
- Гинц Шустер-Шевц (1927—1956) — серболужицкий филолог-славист, сорабист